# Typhlodromus ailanthi
Typhlodromus ailanthi är en spindeldjursart som beskrevs av Wang och Xu 1985. Typhlodromus ailanthi ingår i släktet Typhlodromus och familjen Phytoseiidae. Inga underarter finns listade i Catalogue of Life.